# 코미나미 코우지
코미나미 코우지 (小南光司, こみなみ こうじ, 1994년 12월 12일 -), 일본의 배우, 모델. 가나가와현 출신. 코코재팬 소속.

## 경력
미용실 "OCEAN TOKYO"의 전속 헤어 모델 외, 잡지 모델로 활약함. 모델 일과 병행하여, 2015년부터 무대연극 혹은 영화 공연 등과 같은 배우 활동도 시작함 .
2017년, 게임 "トゥールフレール77"에서 미쿠모 료 역을 통해 성우로서 처음 활동함. 같은 해 10월, 본인의 칸무리 방송 "#カワイイこみなみには旅をさせよ (귀여운 코미나미에게는 여행을 시켜요)"가 방송 시작 .같은 해 11 월, "라이징 웨이브"의 이미지 모델로 발탁됨.

## 인물
애칭은 "코난"
취미는 애니메이션, 게임, 야구. 낙천적인 성격.
2016년, 잡지 "Popteen" 제 2회 이케멘 총선거에서 2위로 선정됨

## 출연

### 무대
- 무대 "不知森の神石〜アル・カポネに出逢ったら〜" (로쿠교카이홀, 2015년 10월 8일~12일) 조지 스톤 역[5]
- 무대 "獅子相承" (시어터 그린 BIG TREE THEATER, 2016년 1월 5일~11일) 칸타 역[6]
- LIVEDOG 프로듀스 공연 "투명소녀" (신주쿠 무라LIVE, 2016년 4월 9일~17일)[7] ※아키바 유스케와 W캐스트
- 앙상블 스타즈! On stage (2016년 6월 18일~26일, AiiA 2.5 Theater Tokyo) 사쿠마 레이 역[8]
  - 앙상블 스타즈! On stage ~Take your marks!~ (2017년 1월 5일~15일, AiiA 2.5 Theater Tokyo, 1월 25일~29일, 우메다 예술극장 시어터 드라마 시티) 사쿠마 레이 역[9]
  - 앙상블 스타즈! On stage ~To the shining future~ (2018년 1월 19일~21일, 우메다 예술극장 시어터 드라마 시티 / 1월 25일~2월 5일, 시어터 1010) 사쿠마 레이 역[10]
- 휘슬! BREAK THROUGH -벽을 부숴라- (시어터 1010, 2016년 8 월 31일~9월 8일) 나카니시 슈우지 역[11]
- 버그 버스터즈 (배우좌극장, 2016년 11월 30일~12월 6일) 키즈키 아키노리 역[12]
- 무대 "KING OF PRISM -Over the Sunshine!-" (2017년 11월 2일~5일, 우메다 예술극장 시어터 드라마 시티 / 11월 8일~12일 AiiA 2.5 Theater Tokyo) 미하마 코우지 역[13]
- 사이버 펑크 낭독극 "RAYZ OF LIGHT//VIRAL" (유나이티드 시네마 아쿠아 시티 오다이바, 2017년 11월 18일~19일) 레이 제이 역[14]

### 드라마
- 마중 나왔습니다. (お迎えデス。) (2016)
- 4월의 너, 스피카. (2016) 오오타카 미즈키 역[15]  ※Sho-Comi 2016년 제10호 부록DVD
- 나를 보내지 마 (わたしを離さないで )(2016)

### 영화
- 에도의 사탕 2 (2017년) 코키치 역[16]
- 상처투성이 악마 (傷だらけの悪魔) (2017년) 토마 아츠시 역[17]
- 고교불량배 (高校愚連隊) (2017년) 주연・에바라 하루키 역[18]
- 바다에서 올려진 가즈의 꿈 (海にのせたガズの夢) (2018년)[19]
- 이름 없는 소녀들 ~거짓말쟁이 여자~ (名前のない女たち 〜うそつき女〜) (2018년)[20]
- 니트 니트 니트 (ニートニートニート)(2018년)[21]

### 게임
- 이케멘 연구소 (2017년) 네비게이터 버니 사오토메 역[22]
- 밴드 하자! (バンドやろうぜ!) (2017년) 홍보 프로듀서[23]
- トゥールフレール77 (2017년)[24] 미쿠모 료 역 ※음성 출연

### TV 방송
- 모테후쿠 (モテ福) (TV Saitama, 2017년 7월~) 준레귤러
- #귀여운 코미나미에게는 여행을 시켜요 (#カワイイこみなみには旅をさせよ) (BS후지, 2017년 10월 15일~)

### 인터넷 방송
- 코미나미의 오모테나시cafe (小南光司のおもてなしcafe) (니코, 2017년~)

### PV
- 이노우에 미유 "Shake up" (2017년[25])

### 런웨이
- KANSAI COLLECTION 2016 SPRING&SUMMER (2016년 2월 28 일, 쿄세라 돔 Osaka[26])
- KANSAI COLLECTION 2017 SPRING&SUMMER (2017년 3월 19 일, 쿄세라 돔 Osaka[27])
- 초10대 - ULTRA TEENS FES - 2017@TOKYO (2017년 3월 28 일, Makuhari Messe[28])

## 책
잡지
- Samurai ELO (인포레스트→산에이쇼보, 2015년~2017년) 맨즈 모델
- Popteen (角川春樹office, 2015년~2017년[29]) 맨즈 모델

## 작품
DVD
- ~코미나미 코우지~ 코난의 이런 거 어떨까요? (〜小南光司〜小南のこんなんどうでしょう？) (아이츠, 2017년 2월 2일)